# Miguel Maia
Luis Miguel Barbosa Maia (ur. 23 kwietnia 1971 w Paranhos) – portugalski siatkarz plażowy. Wraz z João Brenha zagrał na Igrzyskach Olimpijskich w 1996, 2000 oraz 2004 roku. W dwóch pierwszych zajęli czwarte miejsce. W 2003 roku na Mistrzostwa Świata w Rio de Janeiro również zajęli czwarte miejsce.